# Étienne Wallon
Étienne Wallon, né le 11 novembre 1855 à Paris et mort le 11 août 1924 à Saint-Étienne-de-Baïgorry, est un photographe, physicien et pédagogue français.

## Biographie
Étienne Wallon est le fils d’Henri Wallon (1812-1904), le « père de la Troisième République », et l'oncle d’Henri Wallon (1879-1962), secrétaire de l’Éducation Nationale à la Libération et co-auteur du « Plan Langevin-Wallon ».
Élève du lycée Saint-Louis puis de l'École normale supérieure, il est agrégé de sciences physiques et naturelles en 1879.
Étienne Wallon est professeur de physique aux lycées de Valenciennes en 1878, de Reims en 1880, de Vanves en 1881, puis au lycée Janson-de-Sailly à partir de 1884. Il prend part à la création de l’Institut d’Optique Théorique et Appliquée et préside l’Union des physiciens de 1909 à sa mort en 1924. Il est membre du jury à l'Exposition universelle de 1900 et à l'Exposition universelle de Bruxelles de 1910. Il est vice-président du Comité des réfugiés du Nord.
Féru d’optique, il publia pour ses élèves ses Leçons d’optique géométrique. Il est aussi l’auteur, pour un public plus large, d’ouvrages de vulgarisation portant sur la photographie. En 1892, il devient membre de la Société française de photographie dont il sera un des vice-présidents en 1921, et il est un des membres fondateurs du Photo-club de Paris en 1893. Il sera également président de l'Union nationale des sociétés photographiques de France à partir de 1921.
Il meurt d'une angine de poitrine alors qu'il est en villégiature à Saint-Étienne-de-Baïgorry. Ses obsèques sont célébrées le 26 septembre 1924 dans l'église Notre-Dame-des-Champs de Paris et il est inhumé au cimetière du Montparnasse.

## Distinctions
- Officier de la Légion d'honneur (décret du 30 octobre 1920)[4], nommé chevalier en 1911.

## Publications
- La production de la lumière électrique, Société centrale des architectes, Paris, Ducher, 1882.
- Traité élémentaire de l'objectif photographique, Paris, Gauthier-Villars, 1891.
- Choix et usage des objectifs photographiques, Gauthier Villars, Masson, Paris, 1893, texte disponible en ligne sur LillOnum.
- Les petits problèmes du photographe, Paris, Carré, 1896.
- Les agrandissements, Paris, Gauthier-Villars, 1899.
- Leçons d'optique géométrique : à l'usage des élèves de mathématiques spéciales, Gauthier-Villars, 1900 (lire en ligne).
- Avec Constant Puyo, Pour les débutants, Paris, Photo-club de Paris, 1904.
- La photographie des couleurs et les plaques autochromes, Société française de photographie, Paris, Gauthier-Villars, 1907.
- La fabrication des fournitures photographiques assurée par l'industrie française, Paris, Renouard, 1915.